# SŽ serija 643
SŽ serija 643 (nekdaj JŽ 643) je serija štiriosnih dizelskih premikalnih lokomotiv družbe SŽ-tovorni promet.
Serija je podobna predhodni seriji 642, a je močnejša, vse pa je po licenci francoske tovarne Brissonneau et Lotz sestavil Đuro Đaković v letih od 1967 do 1978. Ob uvedbi v redni promet se je z njimi vozilo tudi potniške vlake, danes pa so namenjene le še težkemu premiku in vleki lažjih tovornih vlakov na odprti progi, kot je Kamniška proga in proga Novo mesto - Straža. 
Od leta 2019 se vrši modernizacija lokomotiv, z namenom nižanja stroškov vzdrževanja in goriva . Originalne motorje SACM-MGO oz. WARTSILA se menja z novejšimi podjetja MTU, modernizira se električne in zavorne sisteme ter strojevodsko kabino . Zunanjost se barva v novo, modro grafično podobo. Trenutno so modernizirane so 643-009, 643-014, 643-026 643-028, 643-038 in 643-043 . 